# 스칼렛 초뱃

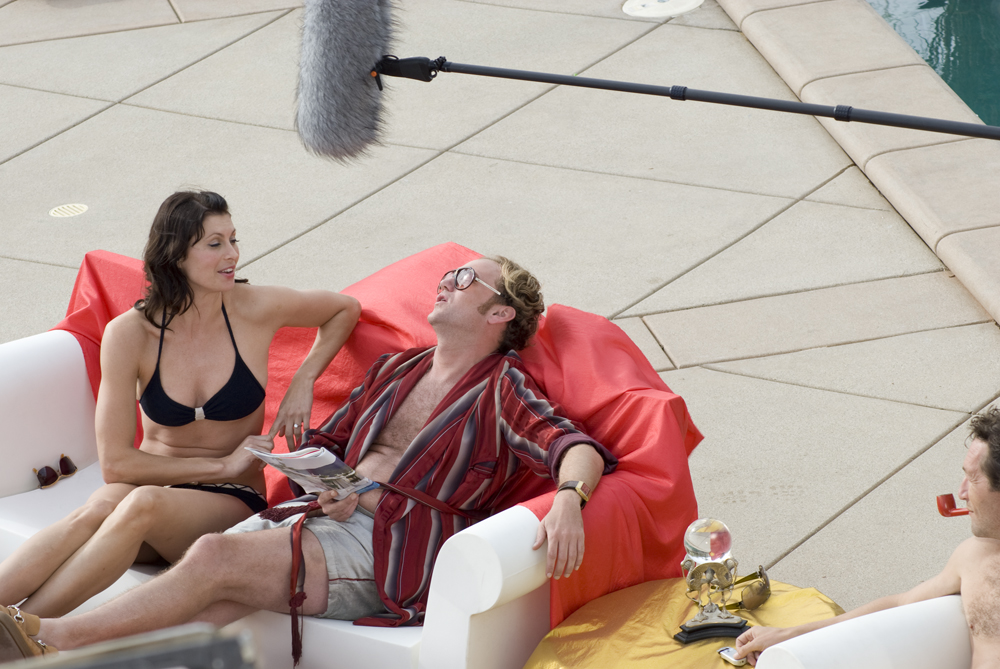

스칼렛 초뱃(Scarlett Chorvat, 1972년 8월 25일 ~ )은 슬로바키아 출신의 미국 배우이다.
브라티슬라바에서 태어났다.

## 영화
- 히든 문 (2012년) - 나타샤 역
- 나시서스 드림스 (2009년) - 그레이스 역
- 퍼펙트 슬립 (2009년)
- 브로큰 (2006, Broken)
- 피구의 제왕 (2004년)
- 화려한 싱글 (2002년) - 캐티 역
- 헬로우 프랭크 (2002년)
- 로스트 보이지 (2001년)
- 더 디스트릭트 (2000년)